# Apologia di reato
L'apologia di reato (dal greco antico απòλoγος, "difesa" e dal latino reatus, "reato") consiste nell'apologizzare, cioè esaltare o difendere pubblicamente, un'azione riconosciuta reato dalla legge della nazione in cui si vive.

## Italia
Nel diritto italiano l'apologia di reato è prevista in due differenti casi: il più noto divieto di Apologia del fascismo, che peraltro sanziona la propaganda a favore della ricostituzione del Partito nazionale fascista e non la semplice "difesa elogiativa" (Corte costituzionale, sentenza 1/1957), e il divieto di apologia di delitto previsto all'art 414, comma 3 del codice penale. 
L'ordinamento italiano sanziona solo l'apologia dei reati particolarmente gravi, i delitti, lasciando l'apologia delle contravvenzioni un comportamento legittimo. Differente è l'istigazione a delinquere, trattata dall'art. 414 c.p., che sanziona l'istigazione a commettere reati, delitti o contravvenzioni che siano.
Secondo una pronuncia della Suprema Corte: 
(Corte di cassazione, sentenza n. 40552/2009)